# Fort Mandan
Fort Mandan era il nome di un accampamento creato dalla spedizione di Lewis e Clark per passare l'inverno del 1804-1805. L'accampamento era situato lungo il fiume Missouri, a circa 19 km dall'attuale Washburn (Dakota del Nord). La posizione esatta non è certa e si crede che al giorno d'oggi sia sommersa dal fiume. Una copia della fortezza è stata ricostruita nei pressi del sito originale.

## Costruzione e condizioni

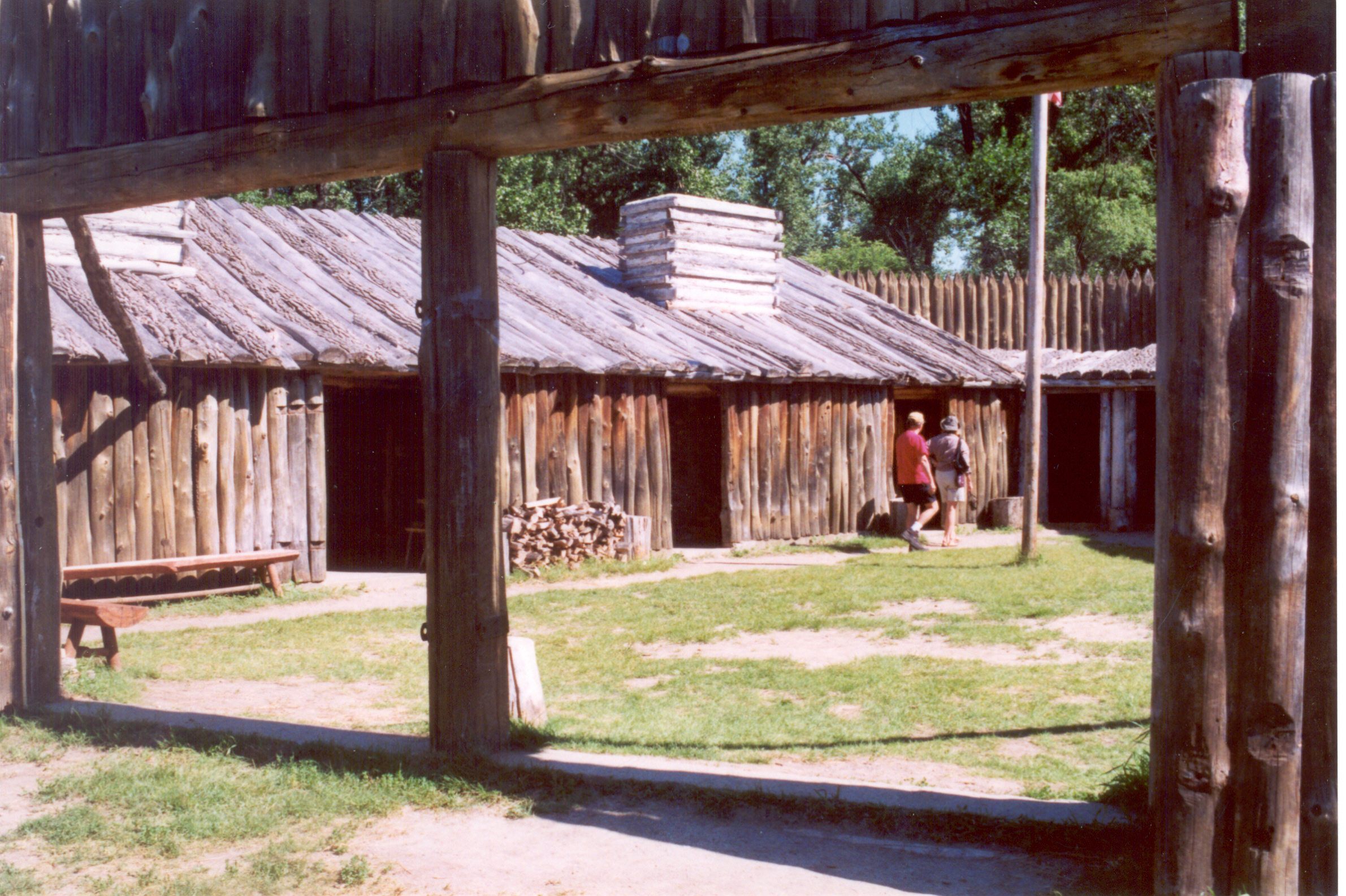
Cortile interno della replica di Fort Mandan, Dakota del Nord

La fortezza fu costruita con legno di pioppo tagliato dalle rive del fiume. Aveva forma triangolare, con alte mura su ogni lato, uno spazio aperto interno tra le strutture e una porta che si affacciava sul fiume Missouri, sul il quale il gruppo viaggiava normalmente. I magazzini permettevano di mantenere le provviste. Lewis e Clark condividevano una stanza. Gli uomini di Lewis e Clark iniziarono la costruzione della fortezza il 2 novembre 1804. Vi passarono l'inverno fino al 7 aprile 1805. Secondo i loro diari, costruirono la fortezza poco a valle dei cinque villaggi degli indiani Mandan e Hidatsa.
L'inverno fu molto freddo, con temperature che a volte raggiungevano i -43 °C, ma la fortezza fornì protezione. Molti uomini della spedizione subirono un congelamento a causa delle rigide condizioni, anche in caso di brevi esposizioni.

## Diplomazia

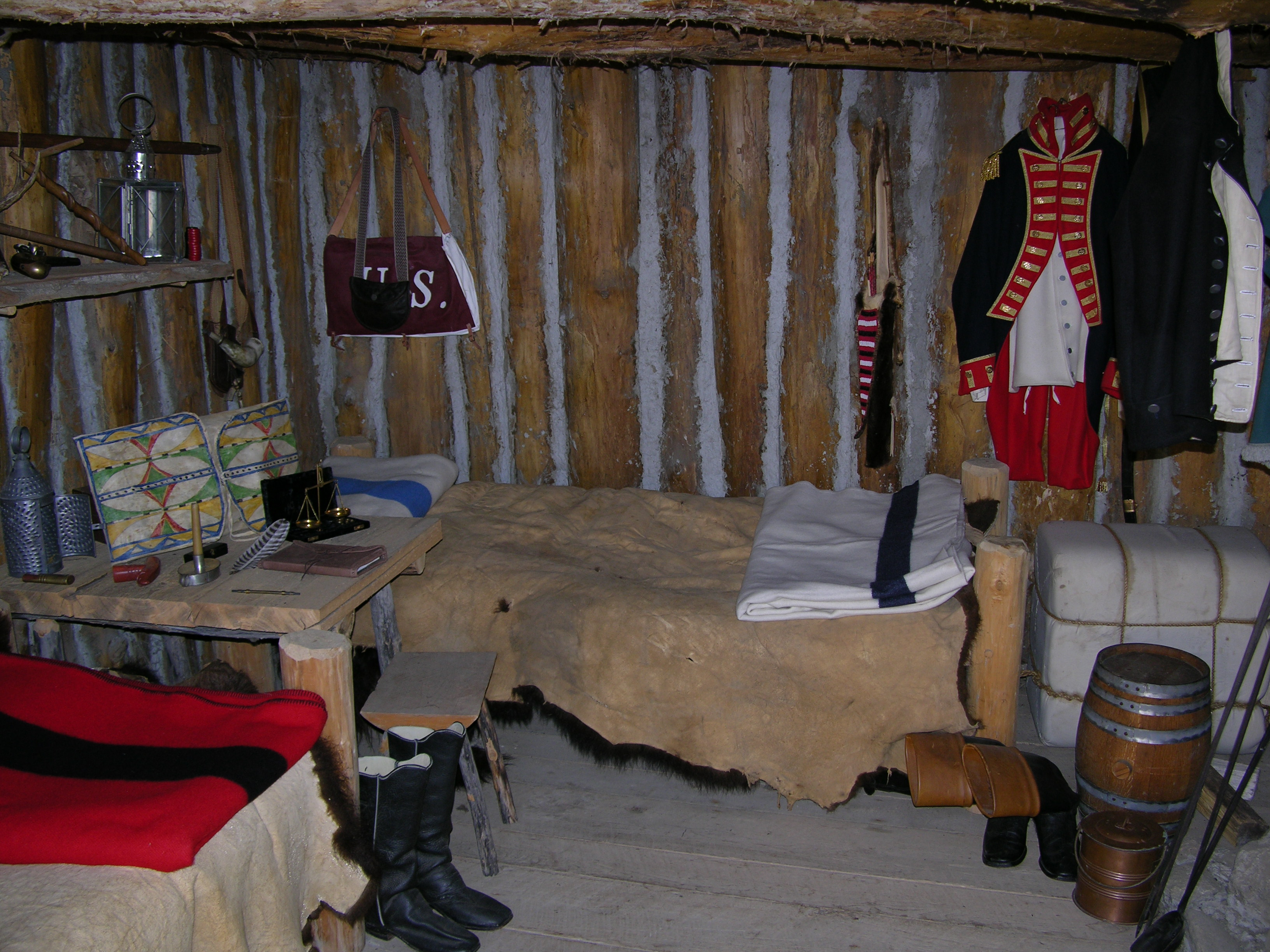
Stanza di Lewis e Clark nella fortezza ricostruita

Oltre a cercare protezione per l'inverno, i capitani Meriwether Lewis e William Clark passarono molto tempo negli sforzi diplomatici con le molte tribù native americane che vivevano nei dintorni. Quando la spedizione ebbe il primo contatto ufficiale con i nativi, il presidente Thomas Jefferson chiese ai capitani di inseguire obiettivi diplomatici. Cercarono di istituire relazioni amichevoli con più tribù possibili, preparandole all'arrivo dei commercianti statunitensi. Reclamarono anche per conto degli Stati Uniti d'America la terra occupata dagli indiani da migliaia di anni. Le tribù storiche avevano un differente concetto di proprietà, che riguardava solo l'uso della terra.
I Teton avevano già mostrato resistenza alla spedizione. Lewis e Clark aggiustarono gradualmente i loro obiettivi, lavorando per creare un'alleanza con Arikara, Hidatsa e Mandan contro i Teton.
I Mandan erano cautamente favorevoli ad una tale alleanza. Quando la spedizione tornò nella regione nel 1806 mentre viaggiava verso est, i Mandan mandarono uno dei loro capi (Sheheke) a Washington per incontrarsi con Thomas Jefferson. I Mandan non accettarono però di commerciare con gli statunitensi a spese dei loro precedenti colleghi britannici. Gli Hidatsa si opposero agli sforzi diplomatici statunitensi, partecipando raramente agli incontri con Lewis e Clark.

## Preparativi per il viaggio primaverile
Gli uomini passarono buona parte dell'inverno preparandosi per il viaggio previsto per la primavera, riparando l'equipaggiamento, tessendo abiti, essiccando la carne, ecc. Inoltre, lungo la strada diretta alla loro fortezza invernale, usarono mappe create da precedenti esploratori. Da questo punto in poi verso ovest entrarono in un territorio sconosciuto agli europei. Clark si annotò le informazioni raccolte da capo Sheheke riguardanti la rotta verso ovest per poter disegnare una mappa preliminare.
Non sapendo se sarebbero sopravvissuti al viaggio, Lewis e Clark usarono l'inverno per scrivere una descrizione degli affluenti del Missouri, le osservazioni sui nativi incontrati ed una descrizione di piante e minerali raccolti. Il tutto fu inserito in un manoscritto chiamato Mandan Miscellany. In primavera i capitani mandarono una copia del manoscritto agli ufficiali governativi di St. Louis tramite grandi barca a chiglia. Sarebbero tornati prima del previsto nell'area di Mandan nel 1806.

## Sacajawea
Sembra che Lewis e Clark siano stati i primi ad incontrare Sacajawea a Fort Mandan. Suo marito Toussaint Charbonneau era stato l'interprete Hidatsa della spedizione, e secondo i diari lei avrebbe abitato nella fortezza con lui. Il loro figlio, Jean Baptiste Charbonneau, che lei portò con loro nella spedizione, nacque l'11 febbraio, forse nella fortezza.

## 1806 e dopo
Quando gli uomini tornarono nella regione nell'agosto 1806 durante il ritorno ad est, trovarono la fortezza rasa al suolo dalle fiamme. La causa dell'incendio è sconosciuta. Da allora il fiume Missouri ha lentamente eroso la riva modificando il proprio corso spostandosi ad est, ed allagando il sito originale in cui sorgeva Fort Mandan.
La Lewis and Clark Fort Mandan Foundation ha costruito una copia della fortezza lungo il fiume, a 4,5 km dall'intersezione tra la ND 200A e la U.S. Route 83. Costruita secondo la descrizione rinvenuta nel diario della spedizione, si trova nei pressi del North Dakota Lewis and Clark Interpretive Center. La copia contiene oggetti originali, come "la scrivania da campo di Meriwether Lewis, gli strumenti per la stesura di mappe di William Clark, le cuccette in cui dormivano gli uomini, l'equipaggiamento portato al campo, i vestiti che indossarono e gli attrezzi da maniscalco".